# Listen to Your Heartbeat
„Listen to Your Heartbeat“, ve švédštině uvedená jako „Lyssna till ditt hjärta“, je píseň švédské hudební skupiny Friends, se kterou skupina reprezentovala Švédsko na Eurovision Song Contest v roce 2001. Jako autoři písně byli uvedeni Thomas G:son a Henrik Sethsson. Píseň zaznamenala kontroverzi kvůli podezření z plagiátorství.

## Účast v soutěži

### Melodifestivalen 2001
Skupina s písní, ještě ve švédském jazyce, vystoupila poprvé v národním kole Melodifestivalen. SVT obdržela celkem 1 567 písní navržených do kola, vybráno jich bylo deset. Píseň kolo vyhrála s celkem 237 body.

### Eurovision Song Contest 2001
V samotné Eurovizi vystoupila skupina s verzí písně v angličtině jako sedmá v pořadí. Píseň získala 100 bodů a umístila se jako pátá z 23 písní.

## Kontroverze
Ještě před samotnou Eurovizí skupinu Friends obvinila z plagiátorství Belgie. Argumentovala tím, že švédská píseň kopíruje belgickou píseň „Liefde is een kaartspel“, se kterou Belgii reprezentovala zpěvačka Lisa Del Bo v Eurovision Song Contest v roce 1996. Skupiny se zastala projektová ředitelka švédské televize v Malmö, Agneta Thigerström.
Dne 23. února 2001 po vítězství skupiny v Melodifestivalenu přehrál moderátor švédského rozhlasu Kris Boswell obě písně porotcům, kteří podobnost písní označili za „náhodu“. Na to zareagoval švédský deník Aftonbladet 1. března anketou, zda si čtenáři myslí, že švédská skladba je plagiát. Pro myšlenku plagiátorství hlasovalo 70 % hlasujících čtenářů.
V mezičase se do kontroverze zapojil i hudebník Johnny Darko Zverzina, který v roce 1987, ještě v Jugoslávii, složil a nahrál píseň „Isus najvece ime“. Švédská píseň se v melodii předehry a refrénu nápadně podobala spíše jugoslávské písni než belgické.
V roce 2003 přijala belgická hudební asociace SABAM stanovisko, že švédská skladba je skutečně plagiátem belgické. Autoři švédské písně, G:son a Sethsson, stanovisko odmítli. V obavě z možného soudního procesu se ale nakonec s Belgičany mimosoudně vyrovnali. V souvislosti s kauzou zároveň švédská televize uvedla i ironickou parodii písně, kterou zazpívala Lena Philipssonová, ve které s dalšími zpěváky posměšně kauzu popisovala.
To, zda-li došlo k nějaké dohodě a vyrovnání i se Zverzinou, není známo. Případ na straně Zverziny je ovšem ještě absurdnější, jelikož v roce 2008 na soutěži Dora, což je chorvatská soutěž, jejíž vítězové postupují do ESC, účinkovala jako kandidátka do Eurovision Song Contest 2008 zpěvačka Martina Muhić s písní „Idi, leđa mi okreni“, která má také nápadně podobnou melodii refrénu jako píseň Zverziny. Píseň do ESC nepostoupila. Chorvatský deník Vecernji list označil „Isus najvece ime“ za „dvakrát ukradenou“.

## Ohlas
Jen ve Švédsku se prodalo přes 30 000 kopií platinové desky se skladbou. Ve švédské hitparádě se píseň 7. dubna 2001 umístila na čtvrtém místě a 14. dubna se posunula na šesté místo.
V roce 2003 byla píseň zvlášť přeložena do japonštiny a uvedena jako úvodní znělka natáčené řady anime seriálu De Dži Kjarattó Ňó (デ・ジ・キャラットにょ).